# 블랑카 비셔
블랑카 비셔(Blanca Vischer, 1915년 1월 5일 ~ 1969년 11월 24일)는 과테말라의 배우, 영화배우이다.
케트살테낭고에서 태어났으며 로스앤젤레스에서 사망하였다.

## 영화
- 위드아웃 레저베이션스 (1946년) - 멕시칸 뷰티 역
- 싱 유 시너스 (1938년)
- 더 데블 호스백 (1936년)
- 스윙 타임 (1936년)
- 조지 화이트의 1935 스캔달 (1935년)
- 365 나이츠 인 헐리우드 (1934년)